# Льежский салат
Льежский салат (фр. salade liégeoise) — бельгийское блюдо, родом из региона Льеж. Это тёплый салат из зелёной стручковой фасоли, картофеля и бекона. Может быть предложен как закуска, но часто используется в качестве основного или отдельного блюда. Хотя в настоящее время подается обычно летом, на его родине, в Бельгии, считается типично зимним кулинарным специалитетом.
Ингредиенты: зелёная стручковая фасоль, отварной картофель, бекон, лук, уксус, чёрный перец, соль. Часто в качестве специи также используется мускатный орех. Хотя блюдо является самодостаточным, иногда сопровождается сосисками или кусочками бекона и подается на листьях салата.
Как и многие региональные блюда, этот салат имеет столько же вариаций, сколько существует поваров, которые вносят свой личный вклад в его рецепт: встречаются вариации с крем-фрешем, варёными яйцами, яйцами-пашот, луком-шалот и пр.